# Bakker (Hillegom)
Die Holding P. Bakker Hillegom B.V. (meist kurz Bakker genannt) mit Hauptsitz in Hillegom, und Versandzentrum in Lisse, dem Blumenzwiebelzentrum („Bollenstreek“) der Niederlande, war das größte Pflanzenversandunternehmen Europas. Es war dort in zwanzig Ländern mit Niederlassungen aktiv. Lediglich in Deutschland, Frankreich und Großbritannien gab es Mitbewerber im Markt. Bakker vertrieb nur direkt an Endkunden. Bis März 2018 geschah dies über Kataloge, die zweimal jährlich in neuer Ausgabe und in einer Millionen-Auflage erschienen und über die vielsprachige Internetseite bakker.com. Von April 2018 bis Mai 2022 wurde reiner E-Commerce über die Website betrieben.
Das Unternehmen wurde 1945 von Piet Bakker aus Hillegom (bei Amsterdam) als Versand für Blumenzwiebeln gegründet. Ein deutsches Tochterunternehmen war ab Anfang der 1970er Jahre die Pflanzenversand Ammersbek GmbH. Zu der Tochter gehörte ein 37.000 m² großes Gartencenter in Ahrensburg, das 2003 vom Sohn des Gründers, Jacques Bakker, im Zuge der Konzentration auf Kernkompetenzen in einem Management-Buy-out an die damaligen Geschäftsführer verkauft wurde. Von September 2002 bis Mitte 2006 war erstmals ein Nicht-Familienmitglied, Wil Amian, CEO der Holding.
Im zentralen Verteilzentrum von Bakker in Lisse (beliefert von insgesamt zwei Vorpackzentren) wurden an 66 Kommissionierstationen rund 400.000 Artikel pro Tag versandfertig gemacht. Eine Erweiterung um weitere 12 Kommissionierstationen war vorgesehen.
Der Jahresumsatz der Holding betrug 2006 insgesamt etwa 135 Millionen Euro. Jährlich gingen Bestellungen von etwa drei Millionen Kunden ein.
Das Unternehmen beschäftigte 2018 europaweit 635 Mitarbeiter inklusive Leiharbeitern.
Bakker Hillegom war offizieller Partner des Keukenhof-Gartens, einer der größten niederländischen Touristenattraktionen.
Die Firmen Bakker.com B.V., Bakker.com Business B.V. und Holdingmij. Bakker voor de tuin B.V. wurden am 7. Februar 2018 für zahlungsunfähig erklärt und Insolvenzverfahren eingeleitet, das umfasste praktisch alle niederländischen Handelsaktivitäten der Bakker.com-Gruppe. Die Arbeitsverträge der Mitarbeiter wurden gekündigt Im April 2018 wurde Bakker von Globitas übernommen und machte einen Neustart mit 50 seiner 200 Mitarbeiter,  Der Katalogversand wurde eingestellt und nur E-Commerce über die Website bakker.com weiter betrieben. Bis Ende 2018 wuchs die Mitarbeiterzahl wieder auf 200 Mitarbeiter an.  Ende 2018 wurde das Unternehmen von Yellow & Blue, der Investmentgesellschaft von Paul Nijhof und Berend van de Maat, früheren Eigentümern von Wehkamp, übernommen. Das Unternehmen wuchs wieder auf 200 Mitarbeiter an. Der Vorbesitzer Globitas, der nach der Insolvenz eingestiegen war, hielt eine Minderheitsbeteiligung und blieb Eigentümer des Grundstücks. Direktor Erwin van Cooth führte Bakker.com auch nach dem Aktienverkauf weiter. 2020 stieg Globitas aus dem Unternehmen Bakker aus. Am 24. Mai 2022 kam es wieder zu einer Zahlungsunfähigkeit und der Einleitung eines Insolvenzverfahrens. Im Juni 2022 gab Bakker die Schließung des Unternehmens am 24. Mai 2022 und die Übernahme der Marke bakker.com zum 1. Juli 2022 durch Willemse France bekannt.